# Zigismunds Sirmais
Zigismunds Sirmais (ur. 6 maja 1992 w Rydze) – łotewski lekkoatleta specjalizujący się w rzucie oszczepem.
Uczestnik mistrzostw świata juniorów w Moncton (2010). W 2010 sięgnął po brązowy medal mistrzostw Łotwy. 20 marca 2011 ustanowił w Sofii wynikiem 84,67 – podczas zimowego pucharu Europy – rekord świata juniorów poprawiając dotychczasowy wynik, należący od 2001 roku do Andreasa Thorkildsena od 30 centymetrów. Po tym sukcesie został wybrany lekkoatletą marca w plebiscycie European Athletics. 22 czerwca na mityngu w miejscowości Bauska na Łotwie poprawił swój dotychczasowy rekord globu juniorów rzucając 84,69. Ustanawiając rekord imprezy wygrał w 2011 mistrzostwa Europy juniorów. Na mistrzostwach świata, które w 2011 gościło Daegu odpadł w eliminacjach. Na koniec sezonu 2011 zajął 5. miejsce w plebiscycie na wschodzącą gwiazdą europejskiej lekkoatletyki organizowanym przez European Athletics. Na mistrzostwach Europy w Helsinkach (2012) nie awansował do finału. Mistrz Europy do lat 23 z Tampere (2013). W 2015 zdobył brązowy medal na uniwersjadzie. W 2016 został mistrzem Europy.
Reprezentant kraju w pucharze Europy w rzutach.

## Osiągnięcia
| Rok  | Impreza                        | Miejsce               | Pozycja           | Wynik |
| ---- | ------------------------------ | --------------------- | ----------------- | ----- |
| 2010 | Mistrzostwa świata juniorów    | Moncton               | 7. miejsce        | 73,38 |
| 2011 | Zimowy puchar Europy w rzutach | Sofia                 | 1. miejsce        | 84,47 |
| 2011 | Mistrzostwa Europy juniorów    | Tallinn               | 1. miejsce        | 81,53 |
| 2011 | Mistrzostwa świata             | Daegu                 | el. – 32. miejsce | 72,16 |
| 2012 | Mistrzostwa Europy             | Helsinki              | el. – 23. miejsce | 72,42 |
| 2013 | Zimowy puchar Europy w rzutach | Castellón de la Plana | 1. miejsce        | 82,51 |
| 2013 | Młodzieżowe mistrzostwa Europy | Tampere               | 1. miejsce        | 82,77 |
| 2014 | Zimowy puchar Europy w rzutach | Leiria                | 1. miejsce        | 81,60 |
| 2015 | Zimowy puchar Europy w rzutach | Leiria                | 9. miejsce        | 73,25 |
| 2015 | Uniwersjada                    | Gwangju               | 3. miejsce        | 79,37 |
| 2016 | Puchar Europy w rzutach        | Arad                  | 3. miejsce        | 75,41 |
| 2016 | Mistrzostwa Europy             | Amsterdam             | 1. miejsce        | 86,66 |
| 2016 | Igrzyska olimpijskie           | Rio de Janeiro        | el. – 14. miejsce | 80,65 |

## Rekordy życiowe
- Rzut oszczepem – 86,66 (2016)

22 czerwca 2011 ustanowił wynikiem 84,69 rekord świata kategorii juniorów, wynik ten jest aktualnym rekordem Europy w tej kategorii wiekowej.